# Eiphosoma mangabeirai
Eiphosoma mangabeirai là một loài tò vò trong họ Ichneumonidae.